# Plectrophane de McCown
Rhynchophanes mccownii
Genre
Espèce
Synonymes
- Calcarius mccownii (Lawrence, 1851)[2]
- Calcarius mccownii Sibley & Monroe (1990, 1993)[3]
- Calcarius mccownii Stotz & al. (1996)[3]
- Plectrophanes mccownii Lawrence, 1851[2]

Répartition géographique
Statut de conservation UICN

 LC  : Préoccupation mineure
Le Plectrophane de McCown (Rhynchophanes mccownii) est une espèce de passereaux de la famille des Calcariidae, l'unique représentante du genre Rhynchophanes.
Baptisé du nom du général confédéré John Porter McCown. L'oiseau a été rebaptisé « plectrophane à gros bec » par la Société américaine d'ornithologie car, « malgré les contributions ornithologiques de McCown, il est perçu comme un symbole de l'esclavage et du racisme » (dans leur compte-rendu du 08 juillet 2022) et « pilleur de crâne » (Allain Bougrain-Dubourg dans Charlie Hebdo).

### Bases de données et dictionnaires
- Ressources relatives au vivant :   - BioLib
  - BirdLife International
  - Global Biodiversity Information Facility
  - Guide to North American Birds
  - iNaturalist
  - Neotropical Birds
  - Oiseaux.net
  - Registre public des espèces en péril
  - Système d'information taxonomique intégré
  - Union internationale pour la conservation de la nature
  - Xeno-canto
- (en) Zoonomen Nomenclature Resource (Alan P. Peterson) : Rhynchophanes mccownii  dans Calcariidae (consulté le 18 juin 2018)
- (en) BioLib : Rhynchophanes mccownii  (Lawrence, 1851) (consulté le 18 juin 2018)
- (en) Catalogue of Life : Rhynchophanes mccownii (Lawrence, 1851) (consulté le 25 décembre 2020)
- (en) Congrès ornithologique international : Rhynchophanes mccownii  (Lawrence, 1851) (consulté le 18 juin 2018)
- (fr + en)  Avibase : Rhynchophanes mccownii (+ répartition)
- (fr + en) ITIS : Rhynchophanes mccownii  (Lawrence, 1851) (consulté le 18 juin 2018)
- (en) UICN : espèce Rhynchophanes mccownii (consulté le 30 juin 2019)